# Monfalcone
Monfalcone este o comună din provincia Gorizia, regiunea Friuli-Veneția Giulia, Italia, cu o populație de 29.479 locuitori (1 ianuarie 2023) și o suprafață de 19,73 km².

## Demografie
Monfalcone - evoluția demografică

|  | Graficele sunt indisponibile din cauza unor probleme tehnice. Mai multe informații se găsesc la Phabricator și la wiki-ul MediaWiki. |

Date: Recensăminte sau birourile de statistică - grafică realizată de Wikipedia

## Personalități născute aici
- Gino Paoli (n. 1934), cantautor.